# Globoheterohelix
Globoheterohelix es un género de foraminífero planctónico de la subfamilia Heterohelicinae, de la familia Heterohelicidae, de la superfamilia Heterohelicoidea, del suborden Globigerinina y del orden Globigerinida. Su especie tipo era Globoheterohelix paraglobulosa. Su rango cronoestratigráfico abarcaba el Turoniense superior (Cretácico inferior).

## Descripción
Globoheterohelix incluía especies con conchas biseriadas, de forma subtriangular; presentaban un prolóculo grande seguido de una cámara secundaria pequeña; sus cámaras eran lateralmente comprimidas y frontalmente reniformes o semicirculares; sus suturas intercamerales eran rectas e incididas; su contorno ecuatorial era subtriangular y lobulada; su periferia era subaguda; su abertura principal era interiomarginal, lateral, con forma de arco bajo amplio, y bordeada por un labio con amplias solapas laterales; presentaban pared calcítica hialina, microperforada a finamente perforada, y superficie estriada, con estrías continuas o discontinuas.

## Discusión
Algunos autores han considerado Globoheterohelix un sinónimo subjetivo posterior de Heterohelix. Las diferencias propuestas para Globoheterohelix con respecto a Heterohelix s.s. son un prolóculo más grande, una superficie de pared (ornamentación) estriada y cámaras globulares sin proyecciones tipo-tubuloespina. El debate surge por la amplia variabilidad propuesta para el género Heterohelix por algunos autores, que incluyen dentro de su sinonimia a Spiroplecta, Striataella y Pseudoplanoglobulina por un lado, y a géneros más recientemente propuestos como Laeviheterohelix, Protoheterohelix, Planoheterohelix y Globoheterohelix. Estas sinonimias subjetivas amplían el sentido taxonómico de Heterohelix probablemente de forma excesiva. Clasificaciones posteriores incluirían Globoheterohelix en el orden Heterohelicida.

## Paleoecología
Globoheterohelix, como Heterohelix, incluía especies con un modo de vida planctónico, de distribución latitudinal cosmopolita, y habitantes pelágicos de aguas superficiales e intermedias (medio epipelágico a mesopelágico superior).

## Clasificación
Globoheterohelix incluía a la siguiente especie:
- Globoheterohelix paraglobulosa †